# Kotiteollisuus
I Kotiteollisuus sono un gruppo musicale hard rock/heavy metal finlandese, formatosi a Lappeenranta nel 1991.

## Storia
La band incide la sua prima demo nel 1993 con il nome di "Hullu ukko ja Kotiteollisuus". I Kotiteollisuus sono conosciuti per i loro testi, che raccontano della situazione attuale in Finlandia, della religione e dell'umanità in generale. I membri della band sono diventati noti per la loro schiettezza durante le interviste e spettacoli. Soprattutto il chitarrista-cantante Jouni Hynynen è noto per aver insultato il pubblico durante gli spettacoli dal vivo. I Kotiteollisuus sono senza dubbio una delle band più note in Finlandia, hanno prodotto un disco di platino e vari dischi d'oro e vinsero l'Emma Awards (nel 2003 e nel 2005) nella sezione metal.
Tuomas Holopainen dei Nightwish ha contribuito alla registrazione di diversi album della band, partecipando anche a vari concerti quando non era occupato con altri suoi progetti.

## Formazione

### Formazione attuale
- Jouni Hynynen – voce, chitarra
- Miitri Aaltonen – chitarra
- Janne Hongisto – basso
- Tuomas Holopainen – tastiere
- Jari Sinkkonen – batteria

### Ex componenti
- Lichen Simon – voce
- Tomi Sivenius – voce, chitarra
- Aki Virtanen – chitarra

## Discografia

### Album in studio
- 1996 – Hullu ukko ja kotiteollisuus (pubblicato come "Hullu ukko ja kotiteollisuus")
- 1998 – Aamen
- 1999 – Eevan perintö
- 2000 – Tomusta ja tuhkasta
- 2002 – Kuolleen kukan nimi
- 2003 – Helvetistä itään
- 2005 – 7
- 2006 – Iankaikkinen
- 2008 – Sotakoira
- 2009 – Ukonhauta
- 2011 – Kotiteollisuus
- 2012 – Sotakoira II
- 2013 – Maailmanloppu
- 2015 – Kruuna/Klaava

### EP
- 1997 – Kuulohavaintoja
- 2001 – Yksinpuhelu
- 2004 – Kultalusikka
- 2007 – Kummitusjuna
- 2009 – Kuollut kävelee

### Singoli
- 1998 – Routa ei lopu
- 1998 – Juoksu
- 1999 – Eevan perintö
- 2000 – Jos sanon
- 2000 – Kädessäni
- 2001 – Yksinpuhelu
- 2002 – Rakastaa/ei rakasta
- 2002 – Vuonna yksi ja kaksi
- 2002 – ±0
- 2003 – Routa ei lopu (on ilmoja pidelly)
- 2003 – Helvetistä itään
- 2003 – Minä olen
- 2004 – Tämän taivaan alla
- 2004 – Kultalusikka
- 2005 – Vieraan sanomaa
- 2005 – Kaihola
- 2006 – Arkunnaula
- 2006 – Vapaus johtaa kansaa
- 2007 – Tuonelan koivut
- 2008 – Sotakoira
- 2009 – Mahtisanat
- 2011 – Soitellen sotaan
- 2011 – Pappi puhuu
- 2012 – Ei raha oo mun valuuttaa
- 2013 – Yötä vasten
- 2013 – Maailmanloppu
- 2013 – Silmä silmästä, hammas hampaasta
- 2014 – Helvetti jäätyy
- 2015 – Emmauksen tiellä

### Raccolte
- 2007 – Murheen Mailla 1996-2007
- 2014 – Murheen mailla II 2007-2014

## Videografia

### DVD
- 2005 – Kotiteollisuus
- 2006 – Tuuliajolla